# المادة الأولى من دستور الولايات المتحدة

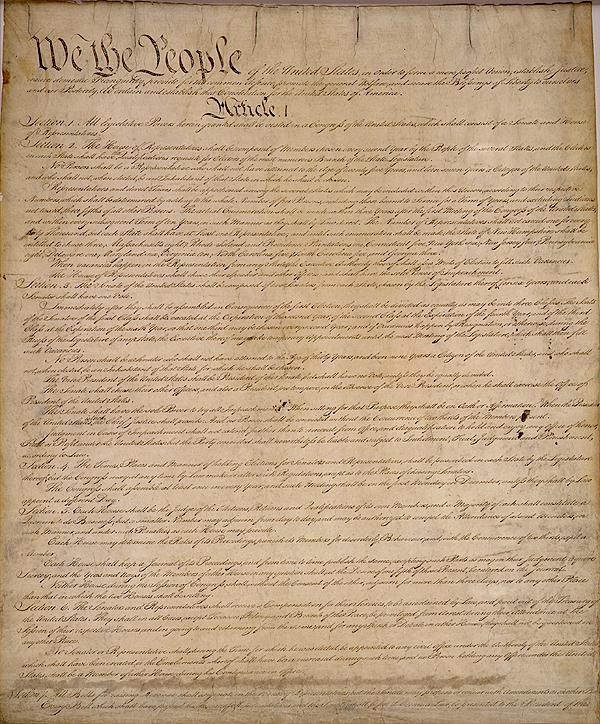

جعلت المادة الأولى من دستور الولايات المتحدة الكونغرس الأمريكي بمثابته السلطة التشريعية للحكومة الفيدرالية. بموجب المادة الأولى، يُعدّ الكونغرس هيئة تشريعية مؤلفة من مجلسين وهما مجلس النواب ومجلس الشيوخ. تخوّل المادة الأولى الكونغرس بعدد من الصلاحيات والقدرة على إقرار القوانين الضرورية والمناسبة لتنفيذ هذه الصلاحيات. كذلك تُحدد المادة الأولى الإجراءات التي يجري من خلالها إقرار مشاريع القوانين، وتضع عددًا متنوعًا من القيود على صلاحيات الكونغرس والولايات منعًا لإساءة استخدامهم لصلاحياتهم.
يضع البند التفويضيّ من المادة الأولى جميع الصلاحيات التشريعية الفيدرالية في يد الكونغرس ويحدد أن الكونغرس يتألف من مجلس النواب ومجلس الشيوخ. بالاشتراك مع البنود التفويضية للمادتين الثانية والثالثة، يُحدّد البند التفويضيّ للمادة الأولى مبدأ فصل السلطات بين الأفرع الثلاث للحكومة الفيدرالية. تتناول الفقرة الثانية من المادة الأولى مجلس النواب، محددةً أنه يجري انتخاب أعضاء مجلس النواب كل سنتين، وتوزع مقاعد الكونغرس تبعًا لأعداد السكان في كل ولاية. تتضمن الفقرة الثانية الأدوار المختلفة التي يؤديها مجلس النواب، من شرط ينص على أحقية الأفراد المؤهلين للتصويت في انتخابات المجلس الأكبر للهيئة التشريعية الخاصة بولايتهم بالتصويت في الانتخابات الخاصة بمجلس النواب. تتناول الفقرة الثالثة مجلس الشيوخ محددةً أن عضوياته تتوزع على شكل عضوين لكل ولاية، وتبلغ مدة الولاية الواحدة لكل عضو في مجلس الشيوخ ستة سنوات. اشترطت الفقرة الثالثة بالأصل انتخاب الهيئات التشريعية للولايات لأعضاء مجلس الشيوخ، ولكن نصّ التعديل السابع عشر الذي صُدِّق عليه عام 1913 على الانتخاب المباشر لأعضاء مجلس الشيوخ. تورد الفقرة الثالثة الأدوار المختلفة الأخرى التي تقع على عاتق مجلس الشيوخ، متضمنةً شرطًا يجعل من نائب رئيس الولايات المتحدة رئيسًا لمجلس الشيوخ.
تُخوّل الفقرة الرابعة من المادة الأولى الولايات بصلاحية تنظيم العملية الانتخابية الخاصة بالكونغرس ولكنها تُحدّد قدرة الكونغرس على تعديل هذه النُظم أو وضع تشريعاته الخاصة. تطلب الفقرة الرابعة من الكونغرس الانعقاد ما لا يقل عن مرة واحدة كل عام. تسرد الفقرة الخامسة الأدوار المختلفة التي يؤديها مجلسيّ الكونغرس، وتُخوّل كلًا من مجلس النواب ومجلس الشيوخ بصلاحية الحكم في انتخاباتهم وتحديد مؤهلات أعضائهم والمعاقبة والطرد. تُحدّد الفقرة السادسة المجازاة والامتيازات والقيود الخاصة بأولئك الحاملين لمنصب عضوية في الكونغرس. تسرد الفقرة السابعة الإجراءات التي تترتب على إقرار مشروع قرار ما، مشترطةً على كِلا المجلسين إقرار مشروع قانون ما حتى يصبح قانونًا، خاضعًا في ذلك لصلاحية حق النقض (الفيتو) من جانب رئيس الولايات المتحدة. بموجب الفقرة السابعة، يمكن للرئيس إبداء حق النقض على أي مشروع قانون، ولكن يمكن للكونغرس إبطال هذه الفيتو عند التصويت على مشروع القانون بغالبية الثلثين في كِلا المجلسين.
تُورد الفقرة الثامنة صلاحيات الكونغرس. تشمل عددًا من الصلاحيات منها صلاحية طرح وجناية الضرائب والرسوم الجمركيّة والمكوس ورسوم الإنتاج (شريطة أن تكون الرسوم الجمركيّة والمكوس ورسوم الإنتاج موحّدة في جميع أنحاء الولايات المتحدة)، و«ضمان الدفاع المشترك والرفاه العام للولايات المتحدة»، وصلاحية تنظيم التجارة ما بين الولايات والتجارة الدولية، وصلاحية وضع قوانين التجنيس، وصلاحية صك وتنظيم العملة، وصلاحية اقتراض المال من الاعتماد المالي الخاص بالولايات المتحدة، وصلاحية استحداث المكاتب والطرق البريدية، وصلاحية استحداث المحاكم الفيدرالية الأدنى من المحكمة العليا، وصلاحية إنماء ودعم قوة جيش برية وقوة بحرية، وصلاحية استدعاء قوة مليشيا «لأجل تنفيذ قوانين الاتحاد، وإخماد التمردات، وردع الغزوات» ومن أجل دعم «تنظيم وتسليح وتأديب وإدارة» قوة المليشيا هذه، ووهبت الكونغرس صلاحية إعلان الحرب. كما تمنح الفقرة الثامنة الكونغرس صلاحية استحداث مقاطعة فيدرالية لتؤدي دور عاصمة وطنية ومنحت الكونغرس الصلاحية الحصرية لإدارة هذه المقاطعة. بالإضافة إلى الصلاحيات المعدودة، تمنح الفقرة الثامنة الكونغرس صلاحية وضع القوانين اللازمة والملائمة لتنفيذ صلاحياته المعدودة والصلاحيات الأخرى الموكلة إليه. تضع الفقرة التاسعة عددًا من القيود المختلفة على صلاحية الكونغرس، حاظرةً إياه من قوانين التجريم دون محاكمة، وغير ذلك من الممارسات. تضع الفقرة العاشرة قيودًا على الولايات، حاظرةً إياهن من الدخول في أحلاف مع قوى أجنبية، أو الإخلال بالعقود، أو فرض ضرائب أعلى من الحد الأدنى اللازم للاستقصاء على الصادرات والواردات، أو الإبقاء على جيوش، أو الانخراط في حرب دون الحصول على موافقة الكونغرس.

## وصلات خارجية
- دستور الولايات المتحدة: تحليل وتفسير (بالإنجليزية)